# Tomasz Kuszczak
Tomasz Kuszczak (ur. 20 marca 1982 w Krośnie Odrzańskim) – polski piłkarz występujący na pozycji bramkarza. W latach 2003–2012 reprezentant Polski, mistrz Europy U-18 z 2001, jeden z sześciu polskich piłkarzy, którzy zdobyli Puchar Europy.

## Kariera klubowa

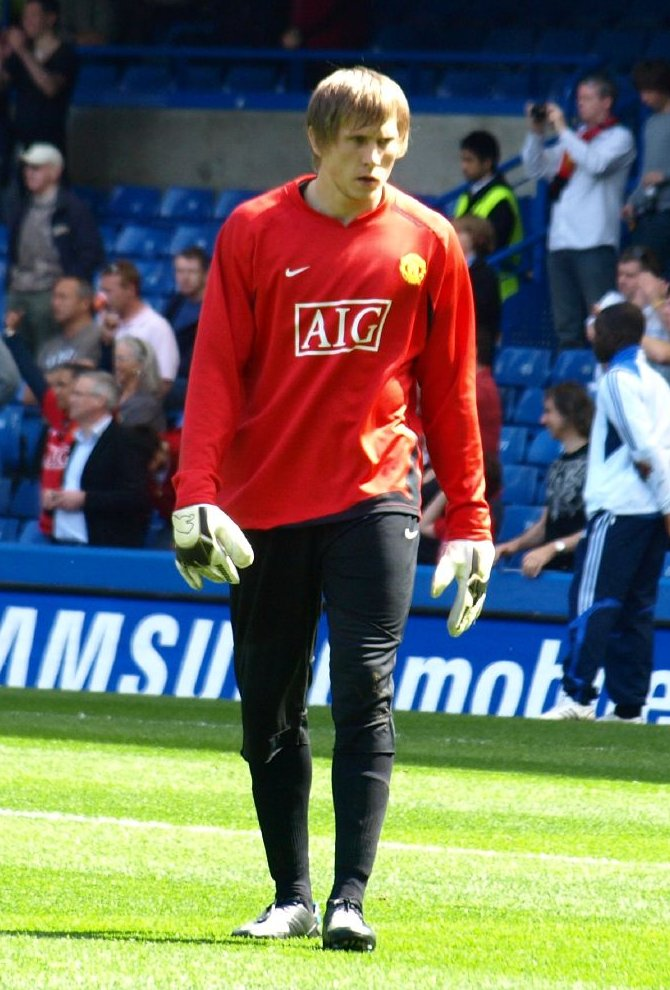
Tomasz Kuszczak w barwach Manchesteru United (2008)

Karierę zaczynał w Śląsku Wrocław, następnie wyjechał do Niemiec, gdzie trenował w zespołach: KFC Uerdingen 05 i Hertha BSC. W berlińskim klubie nie rozegrał jednak ani jednego meczu ligowego i w 2004, na zasadzie wolnego transferu, przeszedł do West Bromwich Albion, gdzie wywalczył miejsce w pierwszym składzie i był uważany za czołowego bramkarza Premier League.
Jego interwencja z 15 stycznia 2006 w końcówce meczu przeciwko Wigan Athletic została uznana paradą sezonu przez widzów BBC. W sezonie 2005/06 jego drużyna nie zdołała się jednak utrzymać w najwyższej klasie rozgrywkowej.
10 sierpnia 2006 Kuszczak podpisał czteroletni kontrakt z Manchesterem United, przechodząc do niego za (jak się szacuje) kwotę 4,3 mln €. W zespole Czerwonych Diabłów zadebiutował 12 września 2006 w towarzyskim meczu przeciwko FC Sevilla. W 1. składzie zadebiutował 17 września 2006 przeciwko Arsenalowi na stadionie Old Trafford przy dopingu 75 595 kibiców, co było rekordem tego stadionu, a także angielskiej Premiership. W debiucie popisał się obroną rzutu karnego. Jednak jego trud poszedł na marne, gdyż pod koniec meczu przepuścił bramkę w sytuacji sam na sam z napastnikiem Adebayorem i MU przegrał 0:1. W tym sezonie był drugim bramkarzem w klubie rywalizującym z Edwinem van der Sarem.
W sezonie 2006/2007 wraz z Czerwonymi Diabłami zdobył mistrzostwo Anglii. W Lidze Mistrzów, w której Manchester doszedł do półfinału, nie zagrał ani minuty.
W sezonie 2007/2008 drużyna obroniła tytuł mistrza Anglii. Kuszczak po części przyczynił się do tego sukcesu, rozgrywając 9 spotkań ligowych.
W Lidze Mistrzów rozegrał 5 meczów. Zadebiutował 2 października 2007, w spotkaniu przeciwko drużynie AS Roma na Old Trafford (1:0). W finale 21 maja 2008 – zakończonym zwycięstwem Manchesteru United nad Chelsea – znalazł się wśród zawodników rezerwowych.
W meczu ćwierćfinałowym Pucharu Anglii z Portsmouth za faul w polu karnym obejrzał czerwoną kartkę. Sędzia podyktował także rzut karny, który gracze Porstmouth wykorzystali, wygrywając tym samym mecz i awansując do półfinału. Była to jednak jedyna wpadka Polaka w tym sezonie, generalnie spisywał się dobrze, co spowodowało, że wygrał rywalizację z Benem Fosterem na pozycji rezerwowego bramkarza. Otrzymał także wyróżnienie "Parada Sezonu 2007/2008" (Save of the season) za interwencję z meczu przeciwko Birmingham City od dziennikarzy Daily Mail.
Na początku sezonu 2009/2010 z powodu niedyspozycji Edwina van der Sara podstawowym bramkarzem był Foster. Po niedługim czasie jego miejsce zajął Kuszczak. W tym czasie rozegrał najwięcej meczów z rzędu odkąd przybył do Manchesteru – zagrał w 11 kolejnych spotkaniach, w tym ośmiu ligowych. W spotkaniu z Birmingham City został wybrany najlepszym graczem spotkania.
Tomasz Kuszczak zaczął sezon 2011/12 jako czwarty bramkarz Manchesteru United. Pomimo pięciu lat pobytu w Manchesterze nie był w stanie przekonać do siebie doświadczonego trenera Alexa Fergusona, nieustannie przegrywając rywalizacje z innymi bramkarzami. Fakt przejścia przez dotychczasowego pierwszego bramkarza Man U, Edwina van der Sara na sportową emeryturę nie tylko nie pomógł Kuszczakowi w uzyskaniu statusu pierwszego bramkarza, ale również spowodował zakup dwóch nowych perspektywicznych bramkarzy, którym Kuszczak musiał ustąpić miejsca. W pierwszym meczu ligowym w sezonie (zwycięstwo 2:1 nad West Bromwich Albion F.C.) nie załapał się do składu "Czerwonych Diabłów". Pierwszym bramkarzem na ten sezon został Hiszpan David de Gea, drugim Duńczyk Anders Lindegaard, a trzecim reprezentant angielskich młodzieżówek (U-16, U-17, U-18, U-19, U-20) Ben Amos. Przed sezonem Kuszczak był przymierzany do kilku klubów z końca tabeli Premiership jednakże żaden z nich nie zdecydował się zakupić Kuszczaka albo nie był w stanie wyłożyć kwoty, która umożliwiłaby Polakowi zmianę barw klubowych.
21 lutego 2012 został wypożyczony do końca sezonu do klubu Watford F.C., występującego w rozgrywkach Football League Championship. 25 lutego zadebiutował w przegranym 0:3 meczu z Southampton F.C. Po upływie okresu wypożyczenia i równocześnie wraz z końcem kontraktu z Manchesterem United dniu 1 czerwca 2012 został piłkarzem bez przynależności klubowej.
19 czerwca 2012 podpisał dwuletni kontrakt z klubem Brighton & Hove Albion, występującym w angielskiej drugiej klasie rozgrywkowej Championship. Zadebiutował 14 sierpnia w spotkaniu Pucharu Ligi ze Swindon Town. Jego drużyna przegrała 0:3. Po zakończeniu sezonu 2013/2014 został wolnym zawodnikiem.
3 listopada 2014 podpisał krótkoterminowy kontrakt z Wolverhampton Wanderers. 16 stycznia 2015 przedłużył go do końca sezonu. W sezonie 2015/16 występował w Birmingham City (klub również w lidze Championship).
Wraz z ostatnim dniem czerwca 2019 Kuszczak opuścił Birmingham City, nie przedłużając wygasającego kontraktu.
W czerwcu 2020 podano informację o zakończeniu jego kariery sportowej.

## Kariera reprezentacyjna
Wielokrotny reprezentant Polski w niższych kategoriach wiekowych, mistrz Europy U-18 w 2001. W drużynie narodowej debiutował 11 grudnia 2003 w meczu z Maltą.
Jego nieudana interwencja w meczu towarzyskim przeciw Kolumbii 30 maja 2006, w wyniku której padł gol z wykopu kolumbijskiego bramkarza spod własnej bramki, przeszła do historii największych bramkarskich kiksów w meczach międzypaństwowych.
28 maja 2008 został powołany do kadry Reprezentacji Polski na Euro 2008, jednak 6 czerwca 2008 został z niej, z powodu kontuzji, wykluczony. Na jego miejsce został powołany Wojciech Kowalewski.
30 października 2009 dostał został powołany do kadry na listopadowe mecze z Rumunią i Kanadą, przez nowego selekcjonera Franciszka Smudę. 14 listopada w meczu z Rumunią (0:1) po półtorarocznej przerwie znowu stanął między słupkami Polskiej reprezentacji.
3 marca 2010 w meczu towarzyskim Polska - Bułgaria (2:0) rozegranym na stadionie Polonii Warszawa Kuszczak zagrał pełne 90 minut nie wpuszczając żadnej bramki.
8 czerwca 2010 w meczu towarzyskim Hiszpania – Polska rozegranym na stadionie w Murcji Kuszczak zagrał cały mecz, nie zachował czystego konta. Reprezentacja Polski ostatecznie przegrała to spotkanie 0:6. Po dwuletniej przerwie powołany na mecze kadry z Anglią i RPA.
14 listopada 2012 r. zagrał w drugiej połowie meczu towarzyskiego z Urugwajem.
| Występy w reprezentacji Polski | Występy w reprezentacji Polski | Występy w reprezentacji Polski | Występy w reprezentacji Polski | Występy w reprezentacji Polski | Występy w reprezentacji Polski | Występy w reprezentacji Polski | Występy w reprezentacji Polski |
| Lp.                            | Data                           | Rozgrywki                      | Kraj                           | Przeciwnik                     | Gdzie                          | Wynik                          | Grał                           |
| ------------------------------ | ------------------------------ | ------------------------------ | ------------------------------ | ------------------------------ | ------------------------------ | ------------------------------ | ------------------------------ |
| 1                              | 11 grudnia 2003                | Mecz towarzyski                | Malta                          | Malta                          | W                              | 4:0                            | od 46'                         |
| 2                              | 14 grudnia 2003                | Mecz towarzyski                | Litwa                          | Litwa                          | N                              | 3:1                            | od 46'                         |
| 3                              | 14 maja 2006                   | Mecz towarzyski                | Wyspy Owcze                    | Wyspy Owcze                    | S                              | 4:0                            | do 46'                         |
| 4                              | 30 maja 2006                   | Mecz towarzyski                | Kolumbia                       | Kolumbia                       | S                              | 1:2                            | od 46'                         |
| 5                              | 22 sierpnia 2007               | Mecz towarzyski                | Rosja                          | Rosja                          | W                              | 2:2                            | od 46'                         |
| 6                              | 26 maja 2008                   | Mecz towarzyski                | Macedonia Północna             | Macedonia                      | N                              | 1:1                            | 90'                            |
| 7                              | 14 listopada 2009              | Mecz towarzyski                | Rumunia                        | Rumunia                        | S                              | 0:1                            | 90'                            |
| 8                              | 18 listopada 2009              | Mecz towarzyski                | Kanada                         | Kanada                         | S                              | 1:0                            | 45'                            |
| 9                              | 3 marca 2010                   | Mecz towarzyski                | Bułgaria                       | Bułgaria                       | S                              | 2:0                            | 90'                            |
| 10                             | 8 czerwca 2010                 | Mecz towarzyski                | Hiszpania                      | Hiszpania                      | W                              | 0:6                            | 90'                            |
| 11                             | 14 listopada 2012              | Mecz towarzyski                | Urugwaj                        | Urugwaj                        | S                              | 1:3                            | od 46'                         |

## Sukcesy
Hertha BSC
- Puchar Ligi Niemieckiej (2) : 2001, 2002

Manchester United
- Mistrzostwo Anglii (4) : 2006/2007, 2007/2008, 2008/2009, 2010/2011
- Puchar Ligi Angielskiej (2) : 2009, 2010
- Tarcza Wspólnoty (4) : 2007, 2008, 2010, 2011
- Liga Mistrzów UEFA (1) : 2008
- Klubowe Mistrzostwo Świata (1) : 2008

## Statystyki kariery
| Klub                         | Sezon     | Liga  | Liga    | Puchar Anglii | Puchar Anglii | Puchar Ligi | Puchar Ligi | Puchary europejskie | Puchary europejskie | Inne  | Inne    | Razem | Razem   |
| Klub                         | Sezon     | Mecze | CzKonto | Mecze         | CzKonto       | Mecze       | CzKonto     | Mecze               | CzKonto             | Mecze | CzKonto | Mecze | CzKonto |
| ---------------------------- | --------- | ----- | ------- | ------------- | ------------- | ----------- | ----------- | ------------------- | ------------------- | ----- | ------- | ----- | ------- |
| West Bromwich Albion         | 2004/2005 | 3     | 0       | 1             | 0             | 1           | 0           | 0                   | 0                   | 0     | 0       | 5     | 0       |
| West Bromwich Albion         | 2005/2006 | 28    | 0       | 0             | 0             | 2           | 0           | 0                   | 0                   | 0     | 0       | 30    | 0       |
| Razem                        | Razem     | 31    | 0       | 1             | 0             | 3           | 0           | 0                   | 0                   | 0     | 0       | 35    | 0       |
| Manchester United            | 2006/2007 | 6     | 4       | 5             | 1             | 2           | 0           | 0                   | 0                   | 0     | 0       | 13    | 5       |
| Manchester United            | 2007/2008 | 9     | 6       | 1             | 0             | 1           | 0           | 5                   | 3                   | 0     | 0       | 16    | 9       |
| Manchester United            | 2008/2009 | 4     | 2       | 0             | 0             | 2           | 1           | 2                   | 1                   | 0     | 0       | 8     | 4       |
| Manchester United            | 2009/2010 | 8     | 3       | 1             | 0             | 3           | 2           | 2                   | 0                   | 0     | 0       | 14    | 5       |
| Manchester United            | 2010/2011 | 5     | 1       | 1             | 1             | 2           | 0           | 2                   | 2                   | 0     | 0       | 10    | 4       |
| Manchester United            | 2011/2012 | 0     | 0       | 0             | 0             | 0           | 0           | 0                   | 0                   | 0     | 0       | 0     | 0       |
| Razem                        | Razem     | 32    | 16      | 8             | 2             | 10          | 3           | 11                  | 6                   | 0     | 0       | 61    | 27      |
| Watford                      | 2011/2012 | 13    | 3       | 0             | 0             | 0           | 0           | 0                   | 0                   | 0     | 0       | 13    | 3       |
| Razem                        | Razem     | 13    | 3       | 0             | 0             | 0           | 0           | 0                   | 0                   | 0     | 0       | 13    | 3       |
| Brighton & Hove Albion       | 2012/2013 | 43    | 16      | 0             | 0             | 1           | 0           | 0                   | 0                   | 2     | 1       | 46    | 17      |
| Brighton & Hove Albion       | 2013/2014 | 41    | 17      | 0             | 0             | 0           | 0           | 0                   | 0                   | 2     | 0       | 43    | 17      |
| Razem                        | Razem     | 84    | 33      | 0             | 0             | 1           | 0           | 0                   | 0                   | 4     | 1       | 89    | 34      |
| Wolverhampton Wanderers F.C. | 2014/2015 | 13    | 6       | 0             | 0             | 0           | 0           | 0                   | 0                   | 0     | 0       | 13    | 6       |
| Razem                        | Razem     | 13    | 6       | 0             | 0             | 0           | 0           | 0                   | 0                   | 0     | 0       | 13    | 6       |
| Birmingham City              | 2015/2016 | 41    | 15      | 0             | 0             | 1           | 0           | 0                   | 0                   | 0     | 0       | 42    | 15      |
| Birmingham City              | 2016/2017 | 34    | 7       | 0             | 0             | 0           | 0           | 0                   | 0                   | 0     | 0       | 34    | 7       |
| Birmingham City              | 2017/2018 | 10    | 4       | 0             | 0             | 2           | 0           | 0                   | 0                   | 0     | 0       | 12    | 4       |
| Razem                        | Razem     | 85    | 26      | 0             | 0             | 3           | 0           | 0                   | 0                   | 0     | 0       | 88    | 26      |
| Łącznie                      | Łącznie   | 258   | 84      | 9             | 2             | 17          | 3           | 11                  | 6                   | 4     | 1       | 299   | 96      |